# Westland Kaasspecialiteiten
Westland Kaasspecialiteiten B.V. ist ein niederländischer Käsehändler.

## Geschichte
Seit 1932 widmet sich die Familie Westland aus Huizen dem Käsehandel, vorher war sie in der Fischerei tätig. Der Bau des Abschlussdeichs zwang die Familie zu diesem Wechsel. Die Gebrüder Klaas, Gerrit und Lambert gründeten 1936 die „Westland Kaasspecialiteiten“. Lambert Westland war dabei auf der Suche nach einem herzhaften und würzigen Käse. Nach langem Experimentieren gelang es ihm mit einem einzigartigen Säurewecker, den Old Amsterdam zu entwickeln. Die genaue Zubereitung ist bis heute ein Geheimnis. 1985 kam der Käse auf den niederländischen Markt und wurde sofort zu einem Verkaufserfolg. Die Firma ist heute Teil der Westland Kaas Groep B.V. und ist immer noch in Familienbesitz. Mit einem Anteil von 12 Prozent am gesamten niederländischen Käsemarkt gehört die Westland Kaasspecialiteiten zu den größten Privatkäsereien des Landes. Sie betreibt außer in den Niederlanden auch unter anderem in Deutschland, Belgien, Italien und Spanien Käsehandel.

## Marken
- Old Amsterdam: Der spezielle Goudakäse wird von der Firma Westland hergestellt. Die Reifezeit beträgt im Schnitt 8 Monate.[4] Er zählt zu den Hartkäsen, lässt sich bei Raumtemperatur aber gut schneiden. Seine Farbe ist ein leichtes Gold-Gelb-Orange. Die kleinen weißen Ablagerungen sind Reifungskristalle und sein Markenzeichen. Der Kunststoffüberzug ist schwarz und nicht zum Verzehr geeignet. Der Käse erhielt schon mehrfach nationale und internationale Auszeichnungen.[5] Neben ‚Das Original‘ gibt es auch Old Amsterdam ‚Pikant & Cremig‘ und ‚Jung & Mild‘ in Scheiben.
- Westlite: Diesen Käse gibt es in den Varianten Jung und Mittelalt.
- Maaslander
- Trenta
- Delicel